# Chrám svaté Barbory (Dolní Kounice)
Chrám svaté Barbory (lidově Barborka, dříve kaple svatého Fabiána a Šebestiána) je pravoslavný chrám a bývalá římskokatolická kaple ve městě Dolní Kounice v okrese Brno-venkov. Současnému účelu, pravoslavné církvi, slouží od 90. let 20. století. Je chráněna jako kulturní památka České republiky.

## Historie
Předchůdcem současné kaple byl protestantský sbor, který byl postaven před rokem 1588. Ten byl v letech 1687 a 1688 zcela přestavěn do současné podoby brněnským stavitelem Jiřím Richterem. Richter nechal stát původní gotické kněžiště, ke kterému byla přistavěna loď vlastní římskokatolické kaple s kruchtou a sakristie. Od té doby zde až do roku 1783 fungovalo modlitební bratrstvo, kongregace svaté Barbory. V letech 1862–1879 kaple, zasvěcená Fabiánovi a Šebestiánovi, sloužila jako centrum dolnokounického církevního života, neboť starý farní kostel byl povodni v roce 1862 poškozen a nový byl postaven na konci 70. let 19. století. Poté kaple již nebyla využívána a chátrala. V roce 1921 ji v pronájmu od obecního zastupitelstva získala na 15 let Církev československá husitská. V 90. letech 20. století ji do majetku získala Pravoslavná církevní obec v Dolních Kounicích, která kapli využívá jako svůj chrám. Na přelomu 20. a 21. století byla celkově rekonstruována.